# 영국 영화 등급 분류 위원회

영국 영화 등급 분류 위원회(영어: The British Board of Film Classification, 원래엔 British Board of Film Censors), 줄여서 BBFC는 영국의 영상물의 등급을 심사하는 위원회이다. 2009년 8월까지 비디오와 몇 개의 비디오 게임을 담당했었다. 1912년 설립된 비정부기구이며, 영국 런던에 본사가 있다.

## 등급 분류

### 15: 15세 미만은 관람할 수 없다.
=== 18: 청소년은 관람할 수 없다. === 19세 이상 시청 가능하다.

### R18: 성인 전용. 지정된 곳에서만 제공할 수 있다.
21세 이상 시청가능합니다.

## 같이 보기
- 영상물 등급 제도
- 범유럽 게임 정보